# خفاش آلکاتو
خفاش آلکاتو یک خفاش اروپایی از سرده خفاش گوش‌موشی است. این گونه برای نخستین‌بار در سال ۲۰۰۱ میلادی توصیف شد و در آن زمان تنها در کشورهای یونان و مجارستان شناخته شده بود. با این حال، دامنه پراکندگی شناخته‌شده آن در سال‌های بعد به‌طور قابل‌توجهی گسترش یافته و اکنون شامل کشورهایی همچون پرتغال، انگلستان، سوئد و روسیه نیز می‌شود. این خفاش شبیه خفاش سبیل‌دار و سایر گونه‌ها است و تشخیص آن از آنها دشوار است. با این حال، خز قهوه‌ای آن متمایز است و از نظر کاریوتایپ و توالی اسید نوکلئیک به وضوح متفاوت است. از نظر تبارشناسی (فیلوژنتیکی)، نزدیک‌ترین خویشاوند شناخته‌شده این گونه، Myotis hyrcanicus است که در ایران زیست می‌کند. با این حال، به غیر از این گونه ایرانی، خفاش آلکاتو هیچ خویشاوند نزدیک دیگری در میان گونه‌های شناخته‌شده ندارد.
خفاش آلکاتو گونه‌ای نسبتاً کوچک‌جثه در میان خفاش‌ها به‌شمار می‌رود. طول ساعد این حیوان بین ۳۰٫۸ تا ۳۴٫۶ میلی‌متر (معادل ۱٫۲۱ تا ۱٫۳۶ اینچ) و وزن بدن آن در حدود ۳٫۵ تا ۵٫۵ گرم (معادل ۰٫۱۲ تا ۰٫۱۹ اونس) گزارش شده است. پوشش بدنی (خز) این خفاش به‌طور معمول در بخش‌های پشتی دارای رنگ قهوه‌ای مایل به قرمز و در نواحی شکمی قهوه‌ای تیره‌تر است، هرچند در نمونه‌های نابالغ رنگ خز بیشتر به طوسی متمایل است.
از نظر ویژگی‌های ظاهری:
زبانه گوش (زائده‌ای در بخش درونی گوش که برای شنوایی و جهت‌یابی صوتی اهمیت دارد) کوتاه است. اندازه گوش‌ها نیز به‌طور کلی کوچک بوده و سطح داخلی گوش‌ها در پایه به رنگ روشن دیده می‌شود. بال‌ها دارای رنگ قهوه‌ای هستند.
از نظر صوتی، این خفاش دارای صدای پژواک‌یابی (اکولوکیشن) با فرکانس بسیار بالا است. صدای تولیدشده توسط این گونه در آغاز تماس صوتی حدود ۱۲۰ کیلوهرتز است و تا پایان تماس به حدود ۴۳ کیلوهرتز کاهش می‌یابد. این ویژگی در پژواک‌یابی در جانوران، به‌ویژه در مطالعات زیست‌سنجی و پایش‌های صوتی، اهمیت زیادی دارد.
میوتیس آلکاتو که معمولاً در جنگل‌های برگ‌ریز و جنگل کهن‌رشد نزدیک آب یافت می‌شود، در ارتفاع زیاد در تاج پوش و بالای آب به دنبال غذا می‌گردد و بیشتر حشره‌خواری می‌کند. این حیوان در حفره‌های بالای درختان لانه می‌کند. اگرچه برخی سوابق زمستانی از غارها وجود دارد، اما ممکن است زمستان را در حفره‌های درختان نیز بگذراند. مطالعات زیست‌شناسی نشان داده‌اند که چندین گونه از انگلبر روی این خفاش زندگی می‌کنند، هرچند جزئیات دقیق‌تری از نوع یا میزان آسیب‌زایی آن‌ها در متن ارائه نشده است.
در فهرست سرخ آی‌یوسی‌ان، وضعیت حفاظتی این خفاش به‌عنوان «کمبود داده» طبقه‌بندی شده است. این بدان معناست که اطلاعات موجود برای ارزیابی دقیق وضعیت بقای این گونه کافی نیست. با این حال، این خفاش به دلیل کمیابی و حساسیت شدید به نابودی زیستگاه، در بسیاری از مناطق به‌عنوان گونه‌ای در معرض گونه‌های تهدیدشده در نظر گرفته می‌شود.

## توضیحات

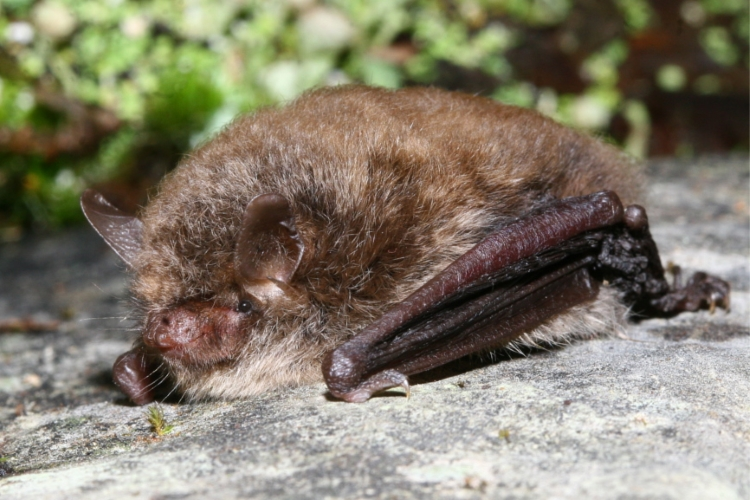
خفاش آلکاتو از سوئیس

میوتیس آلکاتو کوچک‌ترین گونه میوتیس اروپایی است. خز این خفاش در بخش‌های پشتی معمولاً قهوه‌ای متمایل به خاکستری است. در نمونه‌های بالغ و کهنسال، ممکن است ته‌رنگی متمایل به قرمز نیز مشاهده شود. رنگ در نواحی شکمی اندکی روشن‌تر است و به‌طور معمول به رنگ خاکستری-قهوه‌ای کم‌رنگ دیده می‌شود. در نمونه‌های جوان‌تر، ممکن است رنگ بدن به‌طور کامل به شکل خاکستری-قهوه‌ای یکنواخت باشد. رنگ قهوه‌ای خز در نمونه‌های بالغ به‌عنوان یکی از مشخصه‌های کلیدی برای تشخیص خفاش آلکاتوه از سایر گونه‌های خفاش سبیل‌دار مورد استفاده قرار می‌گیرد. با این حال، نمونه‌های نابالغ از نظر ریخت‌شناسی به گونه‌ای هستند که نمی‌توان آن‌ها را با قطعیت و تنها بر اساس ظاهر ظاهری شناسایی کرد. در بخش پشتی بدن، طول موها بین ۶ تا ۸ میلی‌متر است. این موها دارای پایه‌های تیره‌رنگ و نوک قهوه‌ای هستند. در بخش شکمی، موها تفاوت رنگی زیادی ندارند و تنها نوک آن‌ها اندکی روشن‌تر از پایه‌شان است.
صورت و لب‌های بالایی این خفاش به رنگ قرمز مایل به صورتی هستند، نه قهوه‌ای تیره تا سیاه. اگرچه بیشتر بخش صورت دارای مو است، ناحیه اطراف چشم‌ها بدون مو است. سوراخ‌های بینی شکل قلب دارند و بخش پشتی آن‌ها پهن است. چندین غده روی پوزه وجود دارد که در نرهای فعال از نظر تولیدمثل برجسته‌تر هستند.
گوش‌ها قهوه‌ای‌رنگ هستند و بخش داخلی آن‌ها روشن‌تر از بخش بیرونی است. در گوش یک بریدگی وجود دارد و زائده نوک‌تیزی به نام «زبانه گوش» (بخشی از گوش داخلی که در برخی خفاش‌ها وجود دارد) تا این بریدگی امتداد دارد؛ در گونه‌های M. brandtii و M. mystacinus، تراگوس بلندتر است و از این بریدگی فراتر می‌رود. پایه بخش داخلی گوش سفیدرنگ است، در حالی‌که در M. mystacinus بسیار تیره‌تر است.
پاها و انگشتان شست بسیار کوچک هستند. اندازه کوچک گوش، زبانه گوش، پاها و شست‌ها، خفاش آلکاتو را از گونه‌های کمی بزرگ‌تر متمایز می‌سازد.

جمجمه یک نمونه صید شده در اسلواکی، برگرفته از Benda و همکاران (2003a)

کاسه مغز این خفاش از نظر شکل به گونه‌های میستاسینوس و م. براندتی شباهت دارد، اما بخش جلویی محفظه مغز در آن بلندتر است. دومین و سومین دندان‌های آسیای کوچک (P2 و P3) بسیار کوچک بوده و به دندان نیش بالایی (C1) و چهارمین پیش‌آسیاب (P4) فشرده شده‌اند.
بر روی کنارهٔ دندان P4 یک برجستگی مشخص (cusp) دیده می‌شود. برجستگی فرعی‌ای به نام پروتوکونول نیز زمانی که دندان‌های آسیاب بالایی هنوز ساییده نشده‌اند، در همه آن‌ها دیده می‌شود. زیرگونه قفقازی، دارای جمجمه‌ای نسبتاً باریک‌تر و دندان‌های آسیاب بالایی بلندتری است.

## پراکندگی و زیستگاه

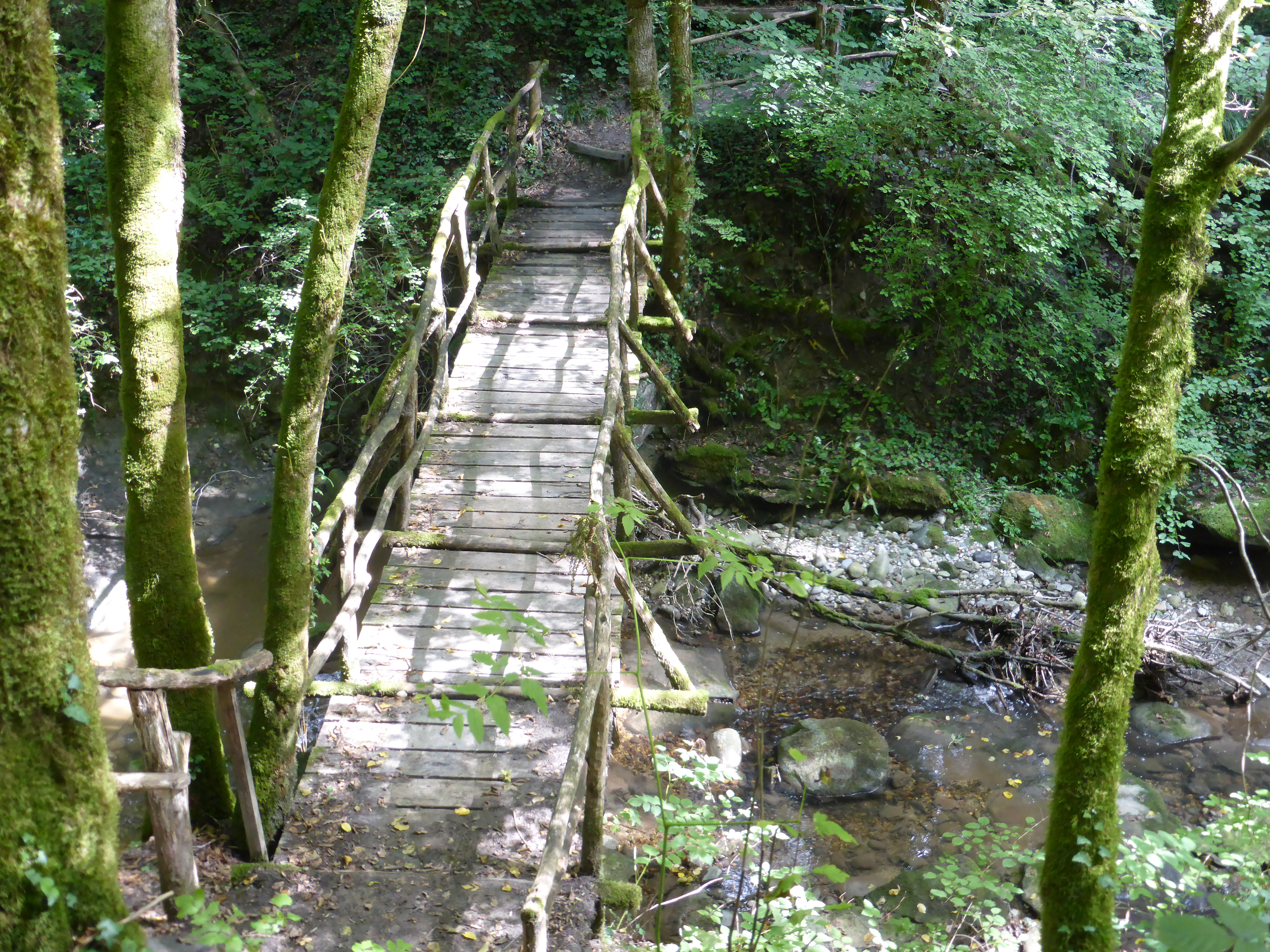
شکارگاه خفاش آلکاتو در داردگنی، سوئیس

اگرچه خفاش آلکاتو در ابتدا فقط در یونان و مجارستان شناخته شده بود و تصور می‌شد که محدود به جنوب شرقی اروپا در چندین کشور اروپایی، جستجوهای متمرکزی برای تشخیص وقوع آن انجام شد. زیستگاه آن عموماً شامل جنگل‌های مرطوب، برگ‌ریز و بالغ نزدیک نهرها، به عنوان مثال در دره‌ها یا جنگل‌های آبرفتی (جنگل نزدیک رودخانه) است، که در آنها درختان پوسیده زیادی وجود دارد که خفاش می‌تواند از آنها به عنوان محل لانه‌سازی استفاده کند. در آلمان، زیستگاه ترجیحی آن شامل جنگل‌های برگ‌ریز مخلوط است. در جنوب قاره، معمولاً در رشته‌کوه‌ها یافت می‌شود، اما عوامل مؤثر بر توزیع آن در شمال کمتر شناخته شده است. به نظر می‌رسد دامنه پراکندگی آن از نظر شکل شبیه به خفاش‌های نعل اسبی بزرگ و کوچک و خفاش حنایی باشد. هنوز ممکن است در سایر کشورهای اروپایی مانند ایرلند و مولداوی یافت شود. اگرچه گزارش‌های فراوانی از برخی مناطق مانند فرانسه و مجارستان وجود دارد، اما به نظر می‌رسد این گونه در بیشتر مناطق پراکندگی خود نادر است.

## پیوندبه بیرون
- میوتیس آلکاتو - بنیاد علم برای طبیعت